# Микшунешти (Њамц)
Микшунешти (рум. Micșunești) насеље је у Румунији у округу Њамц у општини Фауреј. Oпштина се налази на надморској висини од 369 m.

## Становништво
Према подацима из 2002. године у насељу је живело 200 становника, од којих су сви румунске националности.